# Zvinislava Kyjevská
Zvinislava Kyjevská († 1155) byla kyjevská princezna a první manželka budoucího slezského knížete Boleslava I. Vysokého. Pocházela z dynastie Rurikovců, byla dcerou velikého knížete kyjevského Vsevoloda II. Olegoviče.

## Manželství a potomci
V březnu 1143 se provdala za Boleslava Vysokého, syna polského knížete-seniora Vladislava II. Vyhnance. S ním měla dvě děti:
- Jaroslav Opolský (mezi 1143 až 1160 – 22. 3. 1201), opolský kníže a vratislavský biskup
- Olga